# 저인망 어선

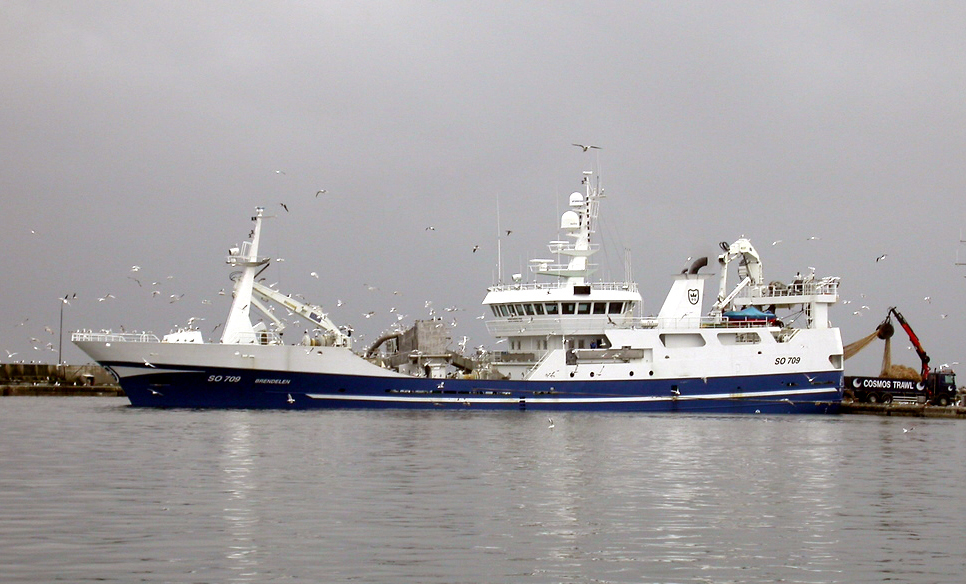
SO709

저인망 어선(底引網漁船) 또는 트롤선(trawl+船, 영어: fishing trawler 피싱 트롤러[*])는 저인망으로 물고기를 잡는 배이다.
트롤어업(Trawls)은 동력선으로 전개판이 달린 자루모양의 그물을 끌어서 대상물을 잡는 어업이다.

## 어업 형태

### 대형트롤어업
- 어선규모 / 사용어구수 : 70톤이상 140톤미만 / 1통
- 기관마력 / 선원수 : 평균 1,300마력(1척당) / 약 14~16명 내외
- 주 조업시기 : 연중(7월~4월)
- 대상어종 : 오징어, 갈치, 병어류, 고등어, 삼치류, 말쥐치, 참조기
- 어구·어법 : 어업허가를 받은 1척의 어선으로 전개판 등 좌·우 전개장치를 부착한 날개그물과 자루그물로 구성된 어구 1통을 자루그물과 날개그물, 후릿줄, 망구전개판, 끌줄 순으로 선미에서 투망한 후 중·저층을 예망(그물을 끌어 당김)하며 해양동물을 자루그물 속으로 들어가도록 하여 예망이 완료되면 끌줄과 전개판, 후릿줄, 날개그물, 자루그물 순으로 양망(그물을 걷어 올림)한다.

### 원양트롤어업
동력선에 의하여 망구전개판(오타보드)을 장치한 자루모양의 끌그물을 사용하여 해외수역에서 주로 저어류를 포획하는 어업이다. 북태평양 또는 북해도 근해에서 조업하는 북양트롤어업과 해외기지를 조업근거지로 하는 해외트롤어업이 있다.

## 대잠전
저인망 어선이 끌고다니는 어선에 툭하면 잠수해있던 잠수함이 걸리는 사고가 나는것에 착안, 늦어도 2차 세계대전때부터 트롤어선을 대거 징발하여 무장시키고 수송선단 호위과정에서의 대잠전에 투입하였다. 이를 징발 저인망 어선이라고 부른다. 이들은 그물로 잠수함을 잡기도 하고, 부상한 잠수함을 자체무장으로 제압하기도 하였으나, 잠수함과 잘쳐줘야 함포전에서만 동급인 빈약한 자체무장, 역시나 그나마도 평균 수준의 잠수함과 잘쳐줘야 동급, 일부 잠수함보다는 부상한 상태는 물론 잠수한 상태일때도 밀릴수 있는 느려터진 속도로 인하여 잠수함의 덱건등에 큰 피해를 입거나, 잠수함을 놓치곤 했다. 물론, 부상하였을 경우 잠수함 역시 피해를 입는것은 피할 수 없었다.
대신에, 수송선단과 최고속력이 대개 비슷했기에 같이 따라붙으면서 호위하는데 있어서는 항속거리를 제외하면 문제가 없었고, 항속거리도 연료와 식량, 식수를 잘 재보급 해주기만 하면 어느정도 보완은 가능했다. 이러한 속력 면에서의 특징은, 영국의 CAM Ship 및 상선개조 수송항공모함(상선항모)등과 흡사하다.